# TVGOLO
TVGOLO — португальский футбольный интернет-портал. Предоставляет ссылки на видео голов и обзоров последних матчей, сыгранных в различных турнирах. Портал не является хостингом футбольного видео. Как заявлено на страницах сайта, его цель состоит в организации загруженных болельщиками на сервисы типа YouTube и DailyMotion роликов для облегчения их поиска. Тем не менее свои подборки сайт размещает на собственном канале в YouTube.
У сайта есть родственный портал SPORTEND, специализирующийся на остальных видах спорта.

## Популярность
Широкую известность во всём мире сайт получил благодаря составляемым экспертами сайта подборкам лучших голов, а также смешных моментов и курьёзов матчей. Рейтинги проекта регулярно попадают в поле зрения общественных и спортивных СМИ, среди которых ABC, «Советский спорт», sport.ua, NEWS.am, Perú.21, Contra.gr. Попадание своих соотечественников в рейтинги сайта также становится предметом публикаций национальных изданий, например, в Польше, России или Сербии.
Согласно данным Alexa Internet на май 2011 года, является 12499-м по популярности сайтом мира, 121-м по популярности в Португалии и, среди прочего, 27-м в Кабо-Верде.

## Лучший гол недели
Традиционно каждую пятницу портал представляет свою подборку, в последнее время состоящую из десяти лучших, по мнению экспертов сайта, голов. После просмотра ролика со всеми номинированными голами пользователю предлагается проголосовать за один, самый лучший, по его мнению, на сайте проекта.